# Nathan Knight
Nathan Solomon Kapahukula Knight (Syracuse, 20 de setembro de 1997) é um jogador norte-americano de basquete profissional do Minnesota Timberwolves da National Basketball Association (NBA).
Ele jogou basquete universitário na Faculdade de William e Mary.

## Início da vida e carreira no ensino médio
Knight cresceu em Syracuse, Nova York, e estudou na Nottingham High School. Como um calouro, ele foi um arremessador do time de beisebol antes de decidir se concentrar no basquete depois de ter um surto de crescimento. Em seu último ano, ele teve médias de 14,1 pontos e 7,4 rebotes.
Knight completou um ano de pós-graduação na Kimball Union Academy em Meriden, New Hampshire. No AAU, ele competiu pelo Gym Ratz, treinado por Billy Edelin.
Em 5 de outubro de 2015, ele se comprometeu com William & Mary e rejeitou as ofertas de Temple, Duquesne, George Mason e Canisius. Knight apreciou a rica história da universidade e se sentiu em casa no campus, dizendo que foi uma decisão fácil de tomar.

## Carreira universitária
Como calouro, ele jogou em 31 jogos (6 como titular) e teve médias de 8,2 pontos e 4,4 rebotes.
O técnico Tony Shaver elogiou sua ética de trabalho por perder 20 quilos antes de sua segunda temporada. Em segundo ano, ele teve médias de 18,5 pontos, 7,3 rebotes e dois bloqueios e foi nomeado para a Segunda-Equipe da Colonial Athletic Association (CAA). Em 9 de fevereiro de 2019, Knight registrou 39 pontos e 14 rebotes contra Hofstra. Ele seguiu com 35 pontos e 13 rebotes contra Elon em 16 de fevereiro e 30 pontos em uma vitória sobre College of Charleston em 21 de fevereiro.
Em sua terceira temporada, Knight foi nomeado para a Primeira-Equipe da CAA e teve médias de 21 pontos, 8,6 rebotes e 3,5 assistências e 2,3 bloqueios. Knight se tornou o primeiro jogador de basquete universitário desde Tim Duncan em Wake Forest em 1997 com médias de 20 pontos, oito rebotes, três assistências e dois bloqueios. Depois de entrar no draft da NBA de 2019, Knight retirou-se do draft antes do prazo e decidiu retornar a William & Mary para sua última temporada.
Na última temporada de Knight, o técnico Shaver foi demitido e substituído por Dane Fischer. Durante sua última temporada, Knight fez jogos de 30 pontos contra Buffalo e Oklahoma. Em 4 de janeiro de 2020, ele acertou a cesta da vitória por 66-64 contra Northeastern e terminou o jogo com 23 pontos e 11 rebotes. Em 8 de fevereiro de 2020, ele marcou 16 pontos e ultrapassou a marca de 2.000 pontos, se tornando o quarto jogador na história da universidade a atingir esse marco. No final da temporada regular, Knight foi nomeado o Jogador do Ano e o Jogador Defensivo do Ano da CAA. Ele se tornou apenas o segundo jogador de basquete masculino na história da CAA a ganhar os dois prêmios na mesma temporada, juntando-se a George Evans de George Mason. Knight terminou a temporada com médias de 20,7 pontos e 10,5 rebotes, o quarto jogador da CAA com médias de 20 pontos e 10 rebotes em uma temporada.

## Carreira profissional

### Atlanta Hawks (2020–2021)
Em 19 de novembro de 2020, Knight assinou um contrato de duas vias com o Atlanta Hawks. Pelos Hawks, ele jogou em 33 jogos e teve médias de 3,8 pontos e 2,2 rebotes. Ele não jogou no afiliado dos Hawks na G-League, o College Park Skyhawks, já que a equipe ficou de fora da temporada devido à pandemia de COVID-19.

### Minnesota Timberwolves (2021–Presente)
Para a temporada de 2021-22, Knight assinou outro contrato de duas vias, desta vez com o Minnesota Timberwolves e seu afiliado da G-League, o Iowa Wolves. Em 27 de dezembro de 2021, em seu primeiro jogo como titular na NBA, Knight registrou 20 pontos, 11 rebotes, um roubo de bola e um bloqueio em uma vitória contra o Boston Celtics.
Em 23 de julho de 2022, Knight assinou um contrato de 2 anos e US$3.83 milhões com os Timberwolves.

## Estatísticas da carreira

### NBA

#### Temporada regular
| Ano      | Equipe    | PJ  | PT | MPJ | AP   | 3P   | LL   | RT  | AS | BR | TO | PPJ |
| -------- | --------- | --- | -- | --- | ---- | ---- | ---- | --- | -- | -- | -- | --- |
| 2020–21  | Atlanta   | 33  | 0  | 8.5 | .370 | .182 | .800 | 2.2 | .2 | .3 | .3 | 3.8 |
| 2021–22  | Minnesota | 37  | 2  | 7.2 | .511 | .308 | .733 | 2.3 | .6 | .2 | .2 | 3.7 |
| 2022–23  | Minnesota | 38  | 0  | 7.7 | .568 | .364 | .684 | 1.5 | .3 | .3 | .2 | 3.7 |
| Carreira | Carreira  | 108 | 2  | 7.8 | .482 | .284 | .739 | 2.0 | .3 | .2 | .2 | 3.7 |

#### Playoffs
| Ano      | Equipe    | PJ | PT | MPJ | AP   | 3P   | LL   | RT  | AS | BR | TO | PPJ |
| -------- | --------- | -- | -- | --- | ---- | ---- | ---- | --- | -- | -- | -- | --- |
| 2021     | Atlanta   | 6  | 0  | 2.3 | .286 | .000 | .000 | 1.0 | .0 | .0 | .3 | .7  |
| 2023     | Minnesota | 2  | 0  | 2.4 | .250 | .000 | –    | .5  | .0 | .0 | .0 | 1.0 |
| Carreira | Carreira  | 8  | 2  | 2.3 | .268 | .000 | .000 | .7  | .0 | .0 | .1 | .8  |

### Universidade
| Ano      | Equipe         | PJ  | PT | MPJ  | AP   | 3P   | LL   | RT   | AS  | BR  | TO  | PPJ  |
| -------- | -------------- | --- | -- | ---- | ---- | ---- | ---- | ---- | --- | --- | --- | ---- |
| 2016–17  | William & Mary | 31  | 6  | 17.2 | .578 | .167 | .594 | 4.4  | 1.1 | .4  | 1.3 | 8.2  |
| 2017–18  | William & Mary | 31  | 30 | 28.7 | .575 | .306 | .769 | 7.3  | 2.2 | .6  | 2.0 | 18.5 |
| 2018–19  | William & Mary | 31  | 30 | 30.6 | .578 | .244 | .732 | 8.6  | 3.5 | .4  | 2.3 | 21.0 |
| 2019–20  | William & Mary | 32  | 32 | 29.6 | .524 | .305 | .773 | 10.5 | 1.8 | .8  | 1.5 | 20.7 |
| Carreira | Carreira       | 125 | 98 | 26.5 | .563 | .255 | .717 | 7.6  | 2.1 | 0.5 | 1.7 | 17.1 |

Fonte:

## Vida pessoal
Knight é o caçula de quatro filhos de Joslyn McGriff. Em dezembro de 2008, a irmã de 18 anos de Knight, Yeisha Howard, foi morta a facadas em Syracuse. Segundo o promotor, o caso fazia parte de uma antiga rixa e o autor do atentado foi condenado a sete anos de prisão.